# Manuel Parrado Carral
Manuel Parrado Carral (* 29. September 1946 in San Román, Santiso, Provinz A Coruña) ist ein spanischer Geistlicher und emeritierter römisch-katholischer Bischof von São Miguel Paulista in Brasilien.

## Leben
Manuel Parrado Carral empfing am 10. Dezember 1972 die Priesterweihe für das Bistum Santo André.
Papst Johannes Paul II. ernannte ihn am 3. Januar 2001 zum Weihbischof in São Paulo und Titularbischof von Iunca in Byzacena. Der Erzbischof von São Paulo, Cláudio Kardinal Hummes OFM, spendete ihm am 10. März desselben Jahres die Bischofsweihe; Mitkonsekratoren waren Paulo Evaristo Kardinal Arns OFM, Alterzbischof von São Paulo, Lino Vombömmel OFM, Bischof von Santarém, und Luciano Pedro Mendes de Almeida SJ, Erzbischof von Mariana. Als Wahlspruch wählte er Anunciamos Jesus Cristo.
Papst Benedikt XVI. ernannte ihn am 9. Januar 2008 zum Bischof von São Miguel Paulista. Am 21. September 2022 nahm Papst Franziskus das von Manuel Parrado Carral aus Altersgründen vorgebrachte Rücktrittsgesuch an.